# Na Čihadle
Přírodní rezervace Na Čihadle je chráněné území reprezentující relativně mladé rozvodnicové vrchoviště, nacházející se ve střední části Jizerských hor o rozloze 4,35 ha v nadmořské výšce 965–977 metrů. Pojmenována byla podle ptačího čihadla, které se v oblasti nacházelo. Vyhlášena byla v roce 1960 a je součástí CHKO Jizerské Hory. Vrchoviště je tvořeno především bezlesím vrchovištního typu s objem 80 000 m³, maximální mocností 350 cm a velkým počtem rašelinných jezírek (tzv. blänků) a tůní.
Fauna i flora rezervace jsou typické pro vrchoviště Jizerských hor. Jsou zde zastoupeny všechny významnější typy vrchovištních společenstev. Nejvýznamnější zástupci flory jsou blatnice bahenní (Scheuchzeria palustris), která je řazena mezi druhy kriticky ohrožené, dále ostřice bažinná (Carex limosa) a kyhanka sivolistá (Andromeda polifolia). Fauna je významná díky tyrfobiontním druhům bezobratlých a ornitofauně zastoupené především tetřívkem obecným a hýlem rudým. Oblast přírodní rezervace je zároveň součástí Natura 2000. Konkrétně se jedná o ptačí oblast Jizerské hory a evropsky významnou lokalitu Jizerské smrčiny.
Oblast byla dávno před vyhlášením rezervace chráněna, bohužel intenzivní těžba dřeva v okolí a především silné znečištění ovzduší v 70. a 80. letech 20. století ji poškodilo. Rašeliniště postupně vysychá a proto je nutná intenzivní ochrana, která tyto následky zmírní. Pro turisty je přírodní rezervace přístupná pouze po vyhrazeném povalovém chodníku, mimo něj je vstup zakázán. Celá oblast rezervace je oplocena.

## Lokalita

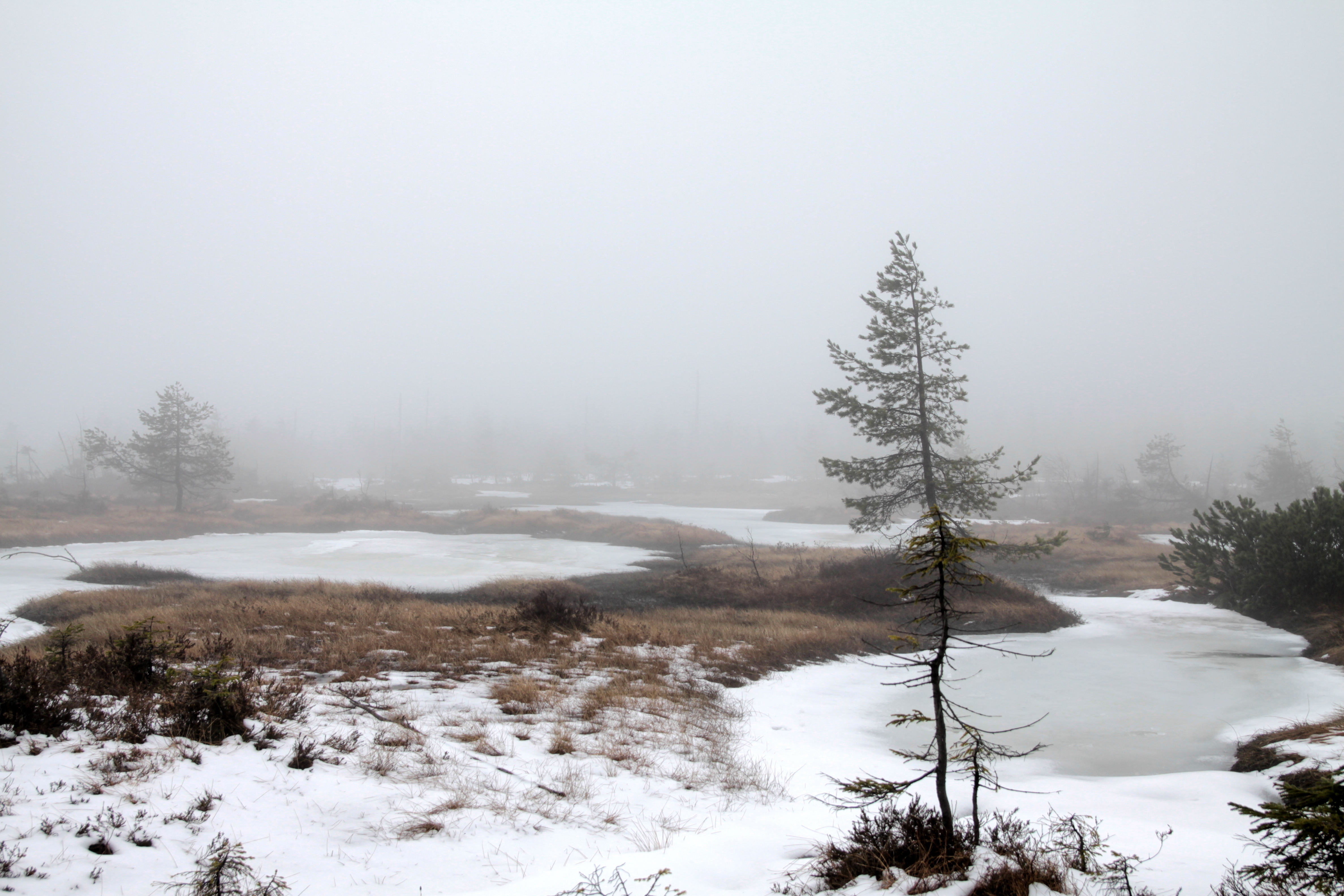
PR Na Čihadle v dubnu 2017

Přírodní rezervace se nachází v centrální části Jizerských hor na severovýchodním úpatí masivu Černé hory, jinak nazývaném Sněžné věžičky, při Štolpišské silnici. v nadmořské výšce 965–977 metrů. Celková rozloha přírodní rezervace je 4,35 ha Ochranné pásmo se rozkládá na západní okraji rezervace na dolním úbočí Sněžných věžiček a východní část se nachází při Štolpišské silnici, která je jednou z hlavních turistických cest této části hor. Zasahuje do nadmořské výšky 1000 metrů.

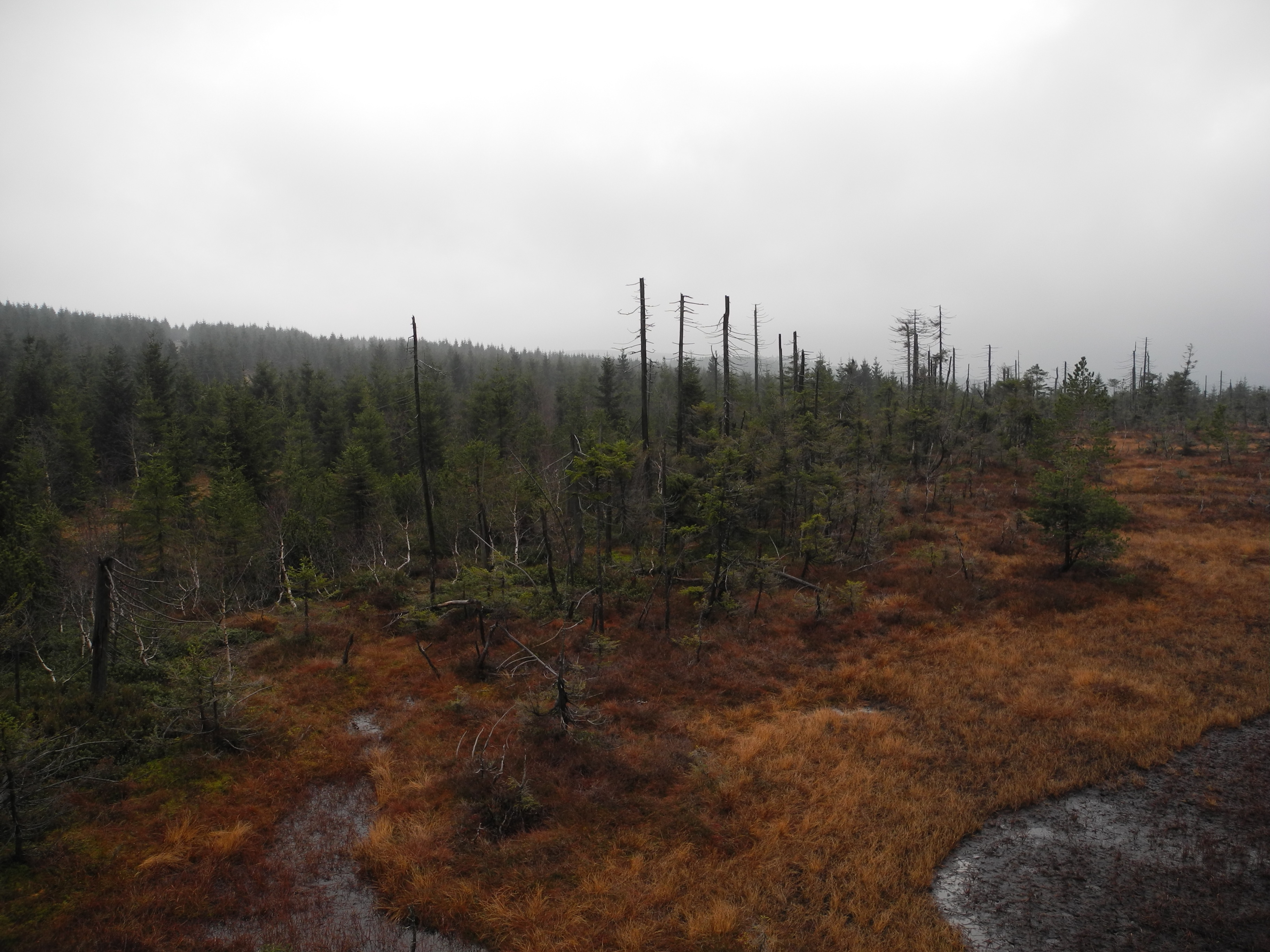
PR Na Čihadle

Přírodní rezervace se rozkládá v katastrálním území města Hejnice v okrese Liberec v Libereckém kraji.

## Historie

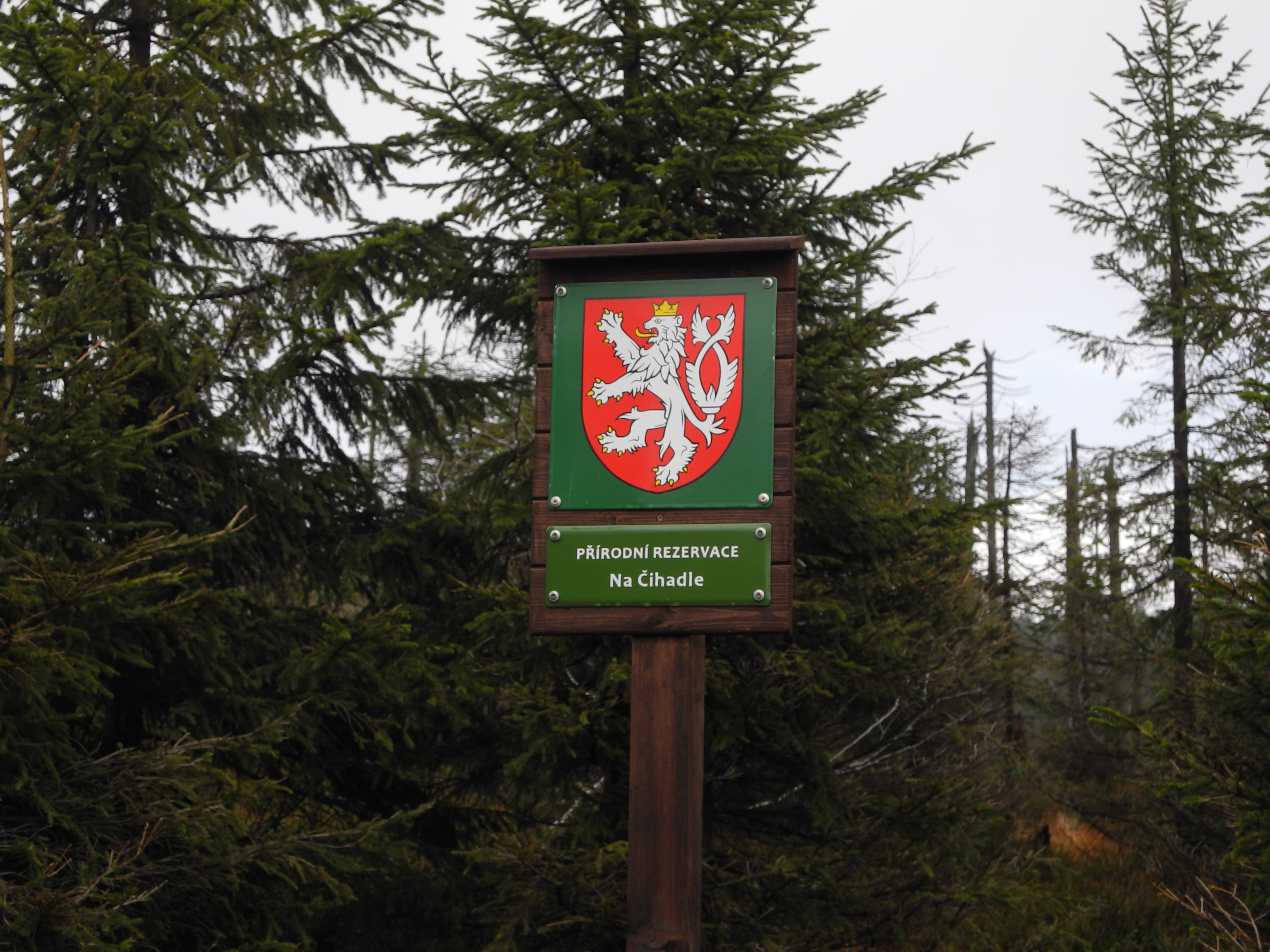
PR Na Čihadle

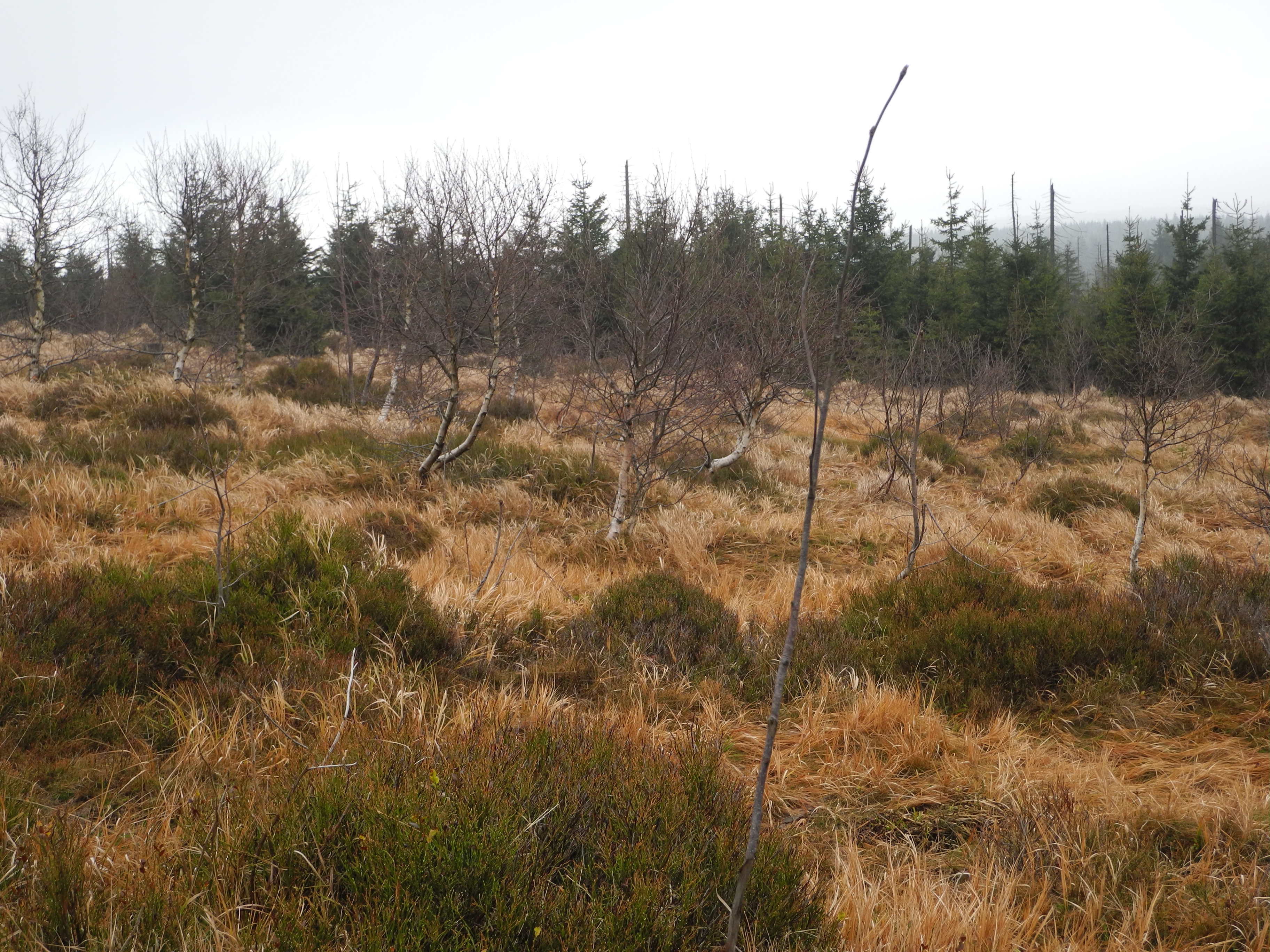
PR Na Čihadle

Náhorní planina, na které leží vrchoviště Na Čihadle, byla až do středověku člověkem téměř nedotčena. Jediní lidé, kteří se zde pohybovali, byli ptáčníci, hledači vzácných kovů a uhlíři. K osidlování docházelo především v podhůří.
Od 16. století vlastnil frýdlantské panství rod Redernů. Ti podporovali vznik nových hornických osad, lesních sklářských hutí a osad s textilní výrobou. Významnou hornickou osadou, pro těžbu cínu, bylo Nové Městečko, dnes známé jako Nové Město pod Smrkem. Lesní sklářské hutě vznikaly ve vyšších polohách. K nejznámějším jistě patří osady Bedřichov, Mšeno, Hutě a Rejdice.
S velkým ekonomickým rozvojem oblasti docházelo i k velkému osidlování a k zintenzivnění těžby dřeva. Těžby nebyly ušetřeny už ani vysoké partie hor, i přes to, že kvůli strmým a kamenitým svahům, byly hůře dostupné. Kmeny byly do údolí splavovány po Smědé a Štolpichu. V roce 1776 zavedl lesní úřad provádění holých sečí, což na přelomu 18. a 19. století způsobilo téměř celkové vymizení staršího porostu z centrální části hor.
V 19. a 20. století v podhůří Jizerských hor byl velmi intenzivní sklářský (Jablonec nad Nisou) a textilní průmysl (Kateřinky u Liberce). Díky pravidelné pracovní době a volným nedělím došlo ke změně životního stylu obyvatelstva. Ve velké míře se začal rozvíjet turismus. Začaly vznikat horské chaty, rozhledny a turistické stezky. V první polovině dvacátého století došlo k velké proměně místního obyvatelstva. Češi ze Sudet odešli v roce 1938. Po druhé světové válce muselo oblast nuceně opustit celé německé obyvatelstvo. Horské vsi a osady zůstaly opuštěné. Až v šedesátých letech 20. století se sem vrátil život, a to vlivem rekreantům. Ti začali vsi a osady opět opravovat. Podařilo se jim zachovat typický vzhled jizerskohorské krajiny.
V osmdesátých letech 20. století zasáhla Jizerské hory velká imisní ekologická katastrofa. Acidifikace společně se hmyzími škůdci a s intenzivním kácením naprosto změnila charakter hor. Vznikly rozsáhlé holiny a současně se změnil charakter klimatu a hydrického systému. K pozitivním změnám v hospodaření na území Jizerských hor došlo až v devadesátých letech 20. století. V roce 1991 byl vypracován plán péče pro přírodní rezervaci Na Čihadle, který již obsahoval cíl ochrany rašeliniště.

## Přírodní podmínky
Geomorfologicky se oblast řadí do Krkonošsko-jesenické subprovincie, Krkonošské oblasti, celku Jizerské hory, podcelku Jizerská hornatina a okrsku Smědavská hornatina.
Geologické podloží je tvořeno horninami krkonošsko-jizerského žulového plutonu. Konkrétně se jedná o výrazně porfyrickou, středně zrnitou žulu až granodiorit. Jsou to horniny těžce rozložitelné a chudé na látky pro výživu rostlin. V nadloží je rozšířeno ložisko rašeliny.
Oblast přírodní rezervace je charakteristická chudým horninovým podložím, málo členitým reliéfem a chladným humidním klimatem. Tyto podmínky významně ovlivňují její půdní poměry. Vyskytují se zde rašeliništní půda vrchovištní, zrašelinělé gleje a podzoly.
Klimatické podmínky jsou zásadně ovlivněny vlhkým oceánským prouděním od severu až severozápadu. Výrazná kondenzace srážek zajišťuje bohatou srážkovou činnost. Průměrný roční úhrn srážek je 1500 až 1600 mm. Mírné jižní svahy a náhorní plošiny způsobují, že podnebí je vlhké a chladné s vyrovnaným chodem srážek a teplot. Průměrná roční teplota zájmové oblasti je méně než 4 °C. Průměrná lednová teplota je pod −5 °C a v červenci okolo 13 °C.

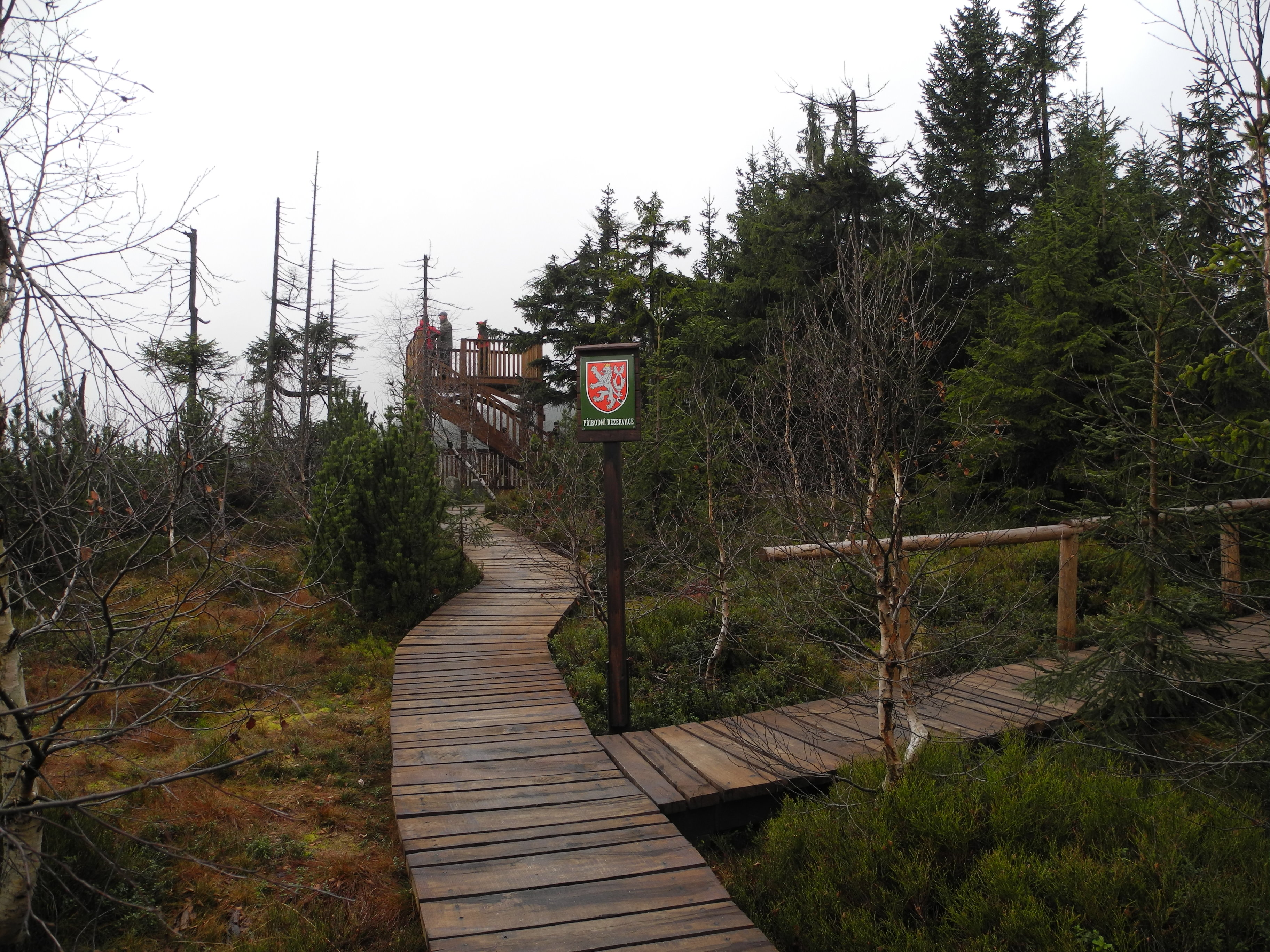
PR Na Čihadle

Přírodní rezervace leží na hlavním evropském rozvodí, které je zde tvořeno povodím Černého potoka (na severu) a potoka Jedlové (na jihu). Jedná se o rozvodí mezi Baltským a Severním mořem. Oba dva toky zde pramení. Vrchoviště Na Čihadle je charakteristické výskytem rašelinných jezírek (blänků). Některá z nich patří k největším v Jizerských horách.

### Flóra
Rezervace je charakteristická vegetací hercynsko-sudetského typu. Roste tu většina významných rostlin, tvořících významná vrchovištní společenstva. Nejvýznamnějším a dominujícím společenstvem rašeliniště je nelesní vrchoviště. V malé míře jsou v rezervaci zastoupeny i společenstva podmáčených, rašelinných smrčin a jedlosmrkových bučin. Porost je zde zakrslý a většinou velmi poškozený. Přirozený klečový porost zde zcela chybí. Fragment vitálnějších stromů se nachází pouze v okolí vyhlídkové věže.
Kvůli nízkému obsahu živin v půdě i vodě, kyselému a podmáčenému prostředí, kolísání teplot způsobeném přehřátím povrchu v letním období a krátkým vegetačnímu období na jaře, které je způsobené značným podchlazením rašeliniště, je květena rezervace relativně chudá.
Typická lesní květena se zde objevuje pouze ve zbytcích rašelinné smrčiny a v ochranném pásmu rezervace. Mezi druhy hojně se vyskytující můžeme řadit metličku křivolakou (Avenella flexuosa) a brusnici borůvku (Vaccinium myrtillus), která se mimo jiné můžeme najít i v balvanitých svazích ochranného pásma. Dalšími zástupci lesní květeny jsou sedmikvítek evropský (Trientalis europaea), kapraď rozložená (Dryopteris dilatata), šťavel kyselý (Oxalis acetosella), svízel hercynský (Galium saxatile), podbělice alpská (Homogyne alpina) a vranec jedlový (Huperzia selago).
Rašeliništní květena je pro PR nejtypičtější a zabírá většinu plochy vrchoviště. Dominantním druhem je zde suchopýrek trsnatý (Trichophorum cespitosum), které ve zdejších podmínkách nepůsobí negativně,díky dostatečnému zavodnění oblasti. Vytváří zde společenstva se suchopýrem (Eriophorum sp.). Dále se zde nachází společenstva s rašeliníku křivolistého (Sphagnum fallax) se suchopýrem pochvatým (Eriophorum vaginatum). Společenstva se suchopýrkem se nacházejí především v relativně sušších částech rašeliniště.

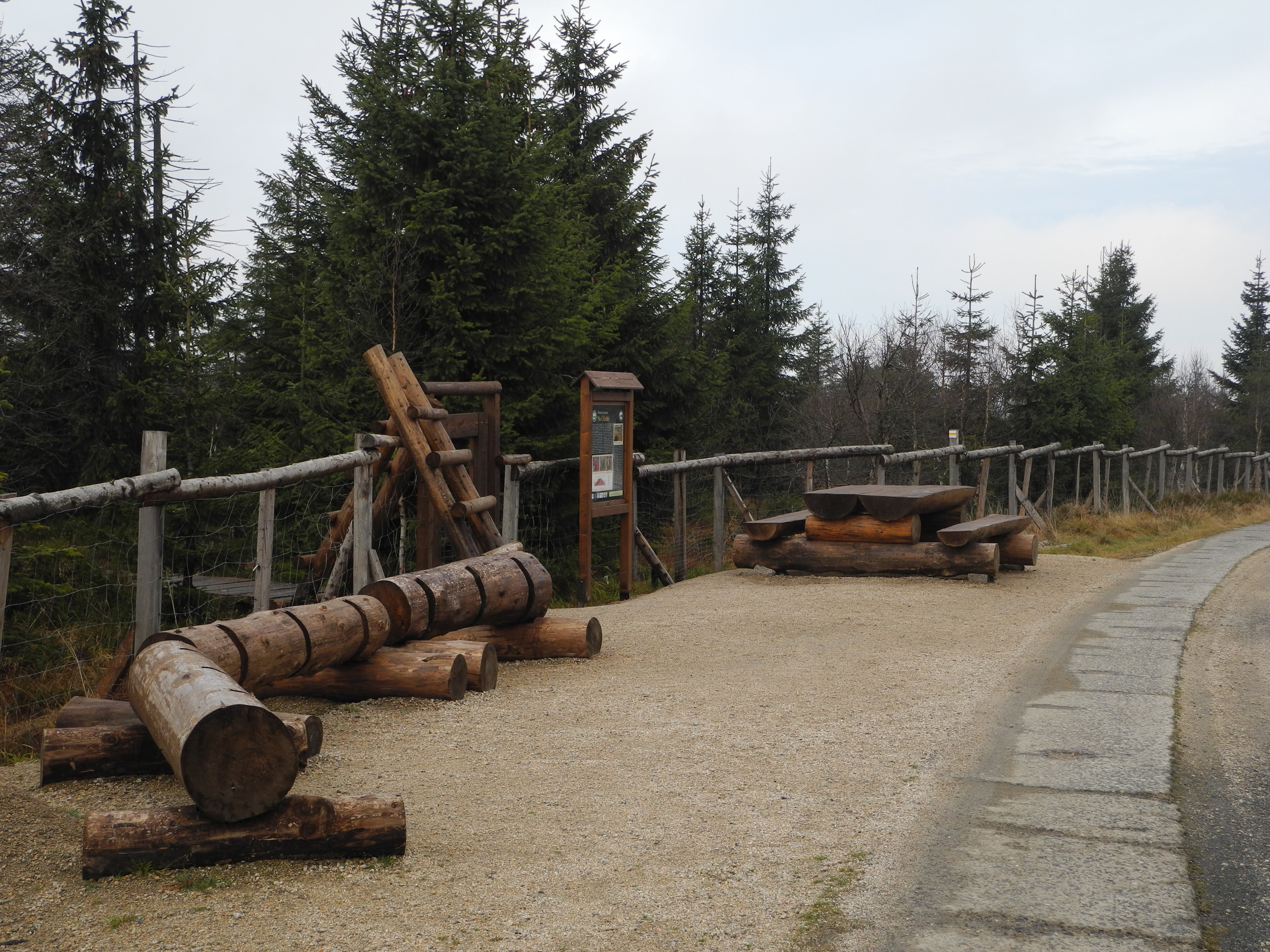
PR Na Čihadle

Na rašeliništi se daří masožravým rostlinám, jelikož nedostatek dusíku, fosforu, síry a dalších významných látek jsou schopny doplňovat z drobného hmyzu. Jejich zástupcem Na Čihadle je rosnatka okrouhlolistá (Drosera rotundifolia).
V rašelinných jezírkách se vyskytují suchopýr úzkolistý (Eriophorum angustifolium), ostřice chudokvětá (Carex pauciflora) a blatnice bahenní (Scheuchzeria palustris). Ostřice chudokvětá (Carex pauciflora) se zde vyskytuje poměrně málo. Blatnice bahenní (Scheuchzeria palustris) je druh řadící se mezi kriticky ohrožené avšak na této lokalitě má největší výskyt z celý Jizerských hor.
Dalšími druhy, které zde nejsou tak výrazně rozšířené jsou vřes obecný (Calluna vulgaris), vlochyně bahenní (Vaccinium uliginosum), šicha černá (Empetrum nigrum) a klikva bahenní (Oxycoccus palustris). Druhy objevující se v menší míře na okrajích vrchoviště jsou suchopýr pochvatý (Eriophorum vaginatum) a černýš luční (Melampyrum pratense). Zástupci stromů jsou borovice kleč (Pinus mungo) a bříza bělokorá (Betula pendula) a to především díky oplocení PR, které brání přístupu divoké zvěře.
V oblasti prameniště a přechodného rašeliniště se vyskytuje sítina rozkladitá (Juncus effusus), sítina niťovitá (Juncus filiformis), violka bahenní (Viola palustris), ostřice zobánkatá (Carex rostrata), ostřice ježatá (Carex echinata), ostřice obecná (Carex nigra), ostřice šedavá (Carex canescens).
Porost na území PR je spíše mlazina bez soušové nadúrovně. Roste zde především smrk ztepilý (Picea abies), smrk pichlavý (Picea pungens), v malé míře je zastoupena i kleč neznámého původu, bříza karpatská (Betula carpatica) a jeřáb ptačí (Sorbus aucuparia).

### Fauna
PR je významná i díky vzácné fauně bezobratlých. Spousta druhů je zde vázána na specifické podmínky vrchoviště, na rozdíl od obratlovců. Ti spíše vyhledávají trvalé bezlesé plochy, kterých je v horních polohách Jizerských hor málo. Nejvzácnější z obratlovců je zde ornitofauna. Ornitofauna je zde reprezentována především tetřívkem obecným (Lyrurus tetrix) a hýlem rudým (Carpodacus erythrinus). Z bezobratlých jsou zde významné skupiny pavouků, vážek, motýlů, chrostíků, rovnokřídlých a brouků střevlíkovitých.
Z pavouků (Araneae) se zde nachází 33 druhů. Vyskytují se zde po celé vegetační období. Na jaře převládají vrchovištní slíďáci. S nejznámějším druhem slíďák vrchovištní (Arctosa alpigena lamperti), který je na území Česka vzácný až velmi vzácný. Podle červeného seznamu patří do kategorie zranitelných. V letním období převažují snovačky (Theridiidae), plachetky a pavučenky (Linyphiidae), čelistnatky (Tetragnathidae) a v neposlední řadě také křižáci (Aranidae). Po slíďákovi vrchovištním jsou nejvýznamnější pavouci vrchoviště plachetnatka montánní (Centromerus pabulator), plachetnatka Mughova (Lepthyphantes mughi), slíďák bezpruhý (Pardosa sordidata), slíďák rašelinný (Pardosa sphagnicola) a pavučenka mechová (Silometopus elegans).
Na vrchovišti se vyskytuje patnáct druhů vážek (Odonata) a většina z nich paří mezi významné rašelinné druhy. Pět z nich je řazeno do červeného seznamu ohrožených druhů. Patří sem lesklice horská (Somatochlora alpestris), šidélko kopovité (Coenagrion hastulatum), šídélko malé (Ischnura pumilio), šídlo sítinové (Aeshna juncea), vážka čárkovaná (Leucorrhinia dubia).

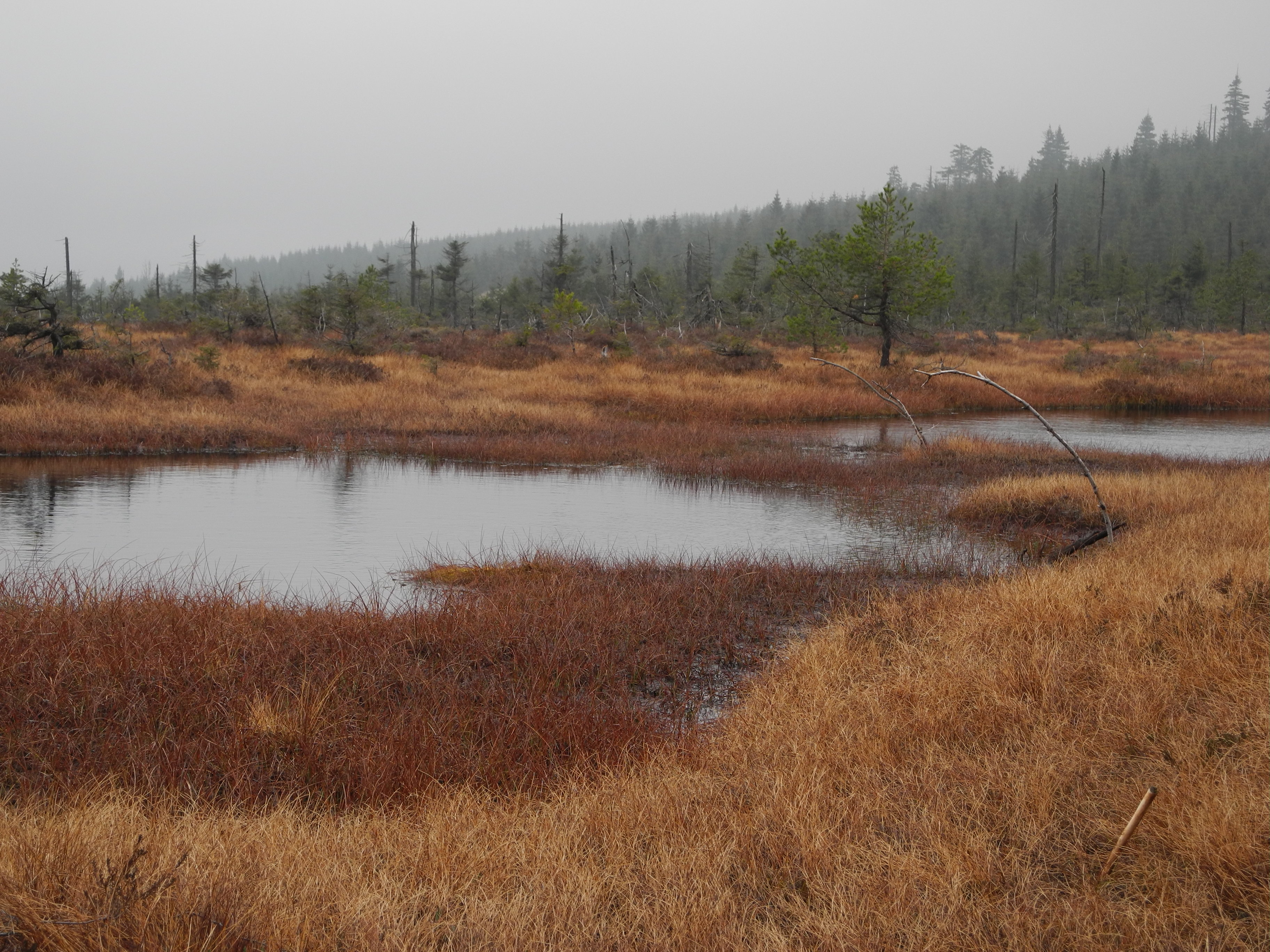
PR Na Čihadle

Výskyt motýlů na rašeliništích Jizerských hor je poměrně chudý, a to z důvodu menšího zastoupení živných rostlin housenek typických rašeliništních motýlů. I tak se zde motýli nacházejí. Na Čihadle je zastoupena šedavka rudoskvrnná (Apamea rubrirena), obaleč (Epinotia nanana), píďalka jívová (Hydriomena furcata), kovovníček (Incurvaria vetulella), ohniváček celíkový (Lycaena virgaureae), chrostíkovník lesní (Micropterix aureatella), obaleč dvoutečný (Phiaris bipunctana), můra borůvková (Polia hepatica), zelenáček trnkový (Rhagades pruni), píďalka skvrnitá (Rheumaptera subhastata) a mnoho dalších.
Významným chrostíkem rašeliniště je Hydropsyche tenuis, který podle červeného seznamu patří mezi ohrožené druhy. Sarančata jsou zde zastoupena druhy saranče lesklá (Chrysochraon dispar), saranče zelená (Omocestus viridulus), saranče hnědá (Chorthippus brunneus) a saranče obecná (Chorthippus parallelus). Střevlíkovití brouci jsou charakterističtí pro rozsáhlejší rašeliniště Jizerských hor. Na Čihadle můžeme najít například druhy Agonum ericeti, Patrobus assimilis, Pterostichus rhaeticus a Trechus amplicollis.

## Ochrana
Předmětem ochrany je ochrana porostů, květeny a krajinných útvarů. Dlouhodobým cílem ochrany porostu oblasti je obnovit přirozeně diferencovaný smrkový porost s vtroušením břízy karpatské a jeřábu. Lesní porost je zde významným prvkem, který zmírňuje vysychání rašeliniště. Pouze pokud dojde k dlouhodobému selhání podsadby, je možné vysadit břízu karpatskou, jeřáb a geneticky vhodnou kosodřevinu. K výsadbě se nedoporučuje borovice lesní a bříza bělokorá, které by při svém rozšíření měly silně destruktivní vliv na rašeliniště. Mohlo by dojít až k jeho zániku. Při větším výskytu těchto dřevin by bylo nutné přistoupit k eliminaci výřezem. Porost rašeliniště je oplocen z důvodů zachování jeho funkčnosti na dobu minimálně deseti let. Odstraněna by měla být místně přimíšená kleč neznámého původu.
Část přírodní rezervace tvořená bezlesím by měla setrvat bez jakýchkoliv pěstebních zásahů. Ochranné pásmo bylo v minulosti téměř vytěženo. Pro jeho významnou funkci, kdy chrání vrchoviště před nepříznivými povětrnostními vlivy, je nutné ho obnovit. Do porostu bylo vysazeno velké množství břízy a jeřábu. Z důvodu výskytu divoké zvěře bylo nutné oplotit většinu oblasti ochranného pásma.
Pro ochranu PR před návštěvníky byl vybudován povalový chodník s rozhlednou. Rezervace není jinou cestou přístupná.